# Teti affida Achille al centauro Chirone
Teti affida Achille al centauro Chirone  è un dipinto ad olio su tela (102 x 138 cm) di Pompeo Batoni, eseguito entro il 1761 e conservato presso la Galleria nazionale di Parma.

## Storia
In tre lettere dell'aprile 1761 indirizzate all'abate Frugoni, Pompeo Batoni, che era stato insignito due anni prima dall'Accademia parmense del titolo di accademico d'onore, lascia intendere di aver eseguito a Roma questo dipinto su commissione della corte ducale.  Il soggetto mitologico del dipinto rimanda molto probabilmente ad un evento storico: gli studiosi pensano che si volesse qui far riferimento alla decisione della duchessa Louise-Elisabeth di affidare il giovane erede Ferdinando, nato nel 1751, alle cure del noto esponente dei philophes illuministi Etienne Bonnot de Condillac, presente a Parma fin dal 1760.

## Descrizione
Il personaggio mitologico di Teti, la madre di Achille, con le vesti agitate dal vento, in piedi su una conchiglia spinta da due tritoni, trattiene con un gesto rassicurante il figlio, mentre il centauro Chirone gli mostra in lontananza alcuni oggetti simbolo del suo futuro percorso educativo. Nella nicchia indicata da Chirone, infatti, sono raffigurati un busto di Omero, al quale sono appesi una faretra ed un arco, ed una lira, ad esemplificare rispettivamente la poesia classica, la forza fisica e la musica, cui deve attingere il giovane Achille. Teti, figura materna e protettrice, rappresenta il simbolo di quella dolcezza e di quelle cure femminili, da cui, secondo la cultura illuminista, i giovani dovevano separarsi per intraprendere il proprio percorso educativo e d'identità individuale.
Diversamente dagli altri due quadri di egual soggetto eseguiti da Pompeo Batoni, qui Achille è ritratto ancora bambino e i suoi tratti ricordano il gusto del Parmigianino, quasi come se l'artista volesse recare omaggio alla prestigiosa committenza parmense, terra natia del pittore rinascimentale. La figura di Teti rievoca invece Correggio, declinato secondo un gusto pienamente classicista.